# Kočov

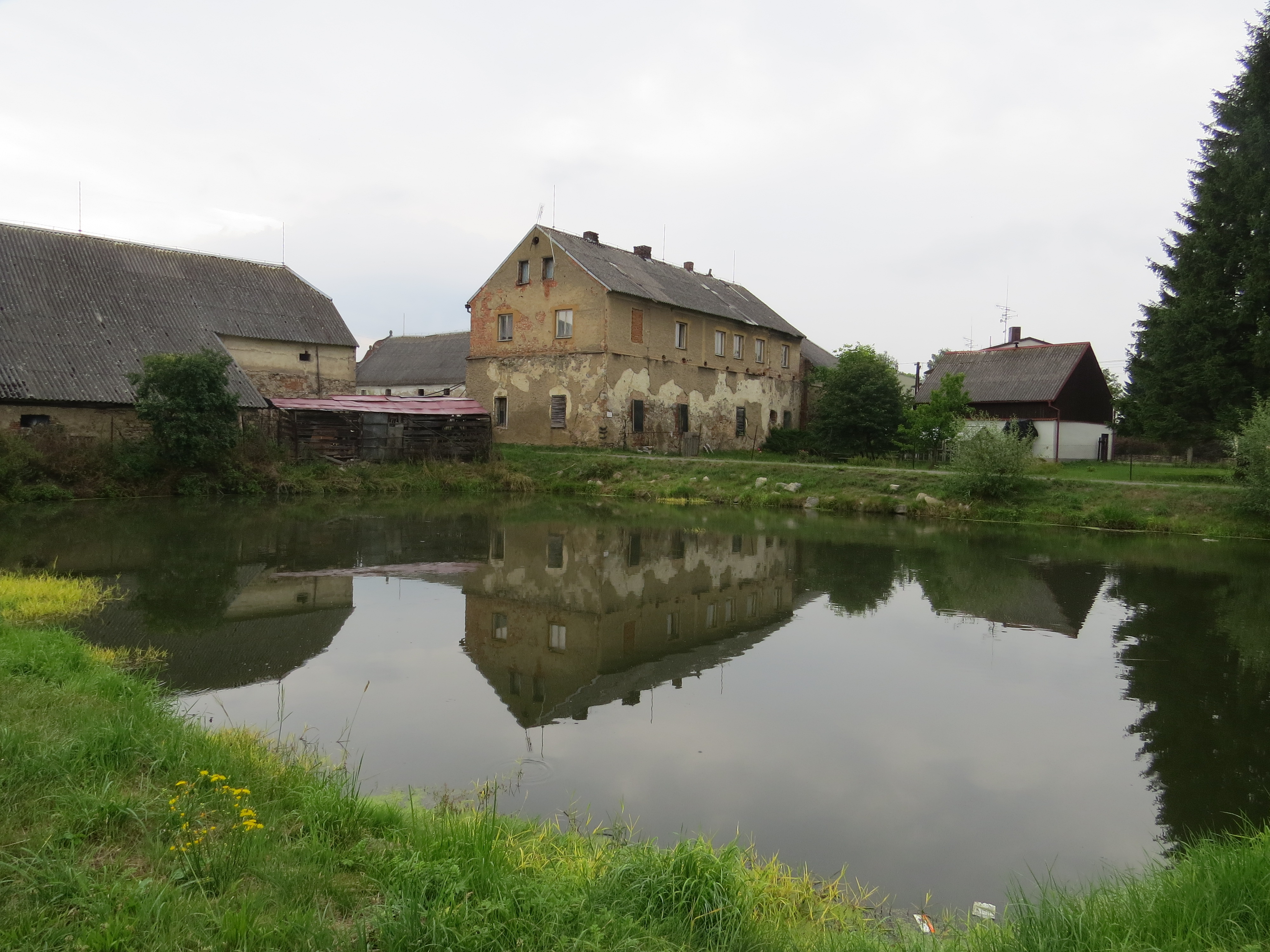
Dorfweiher in Kocov

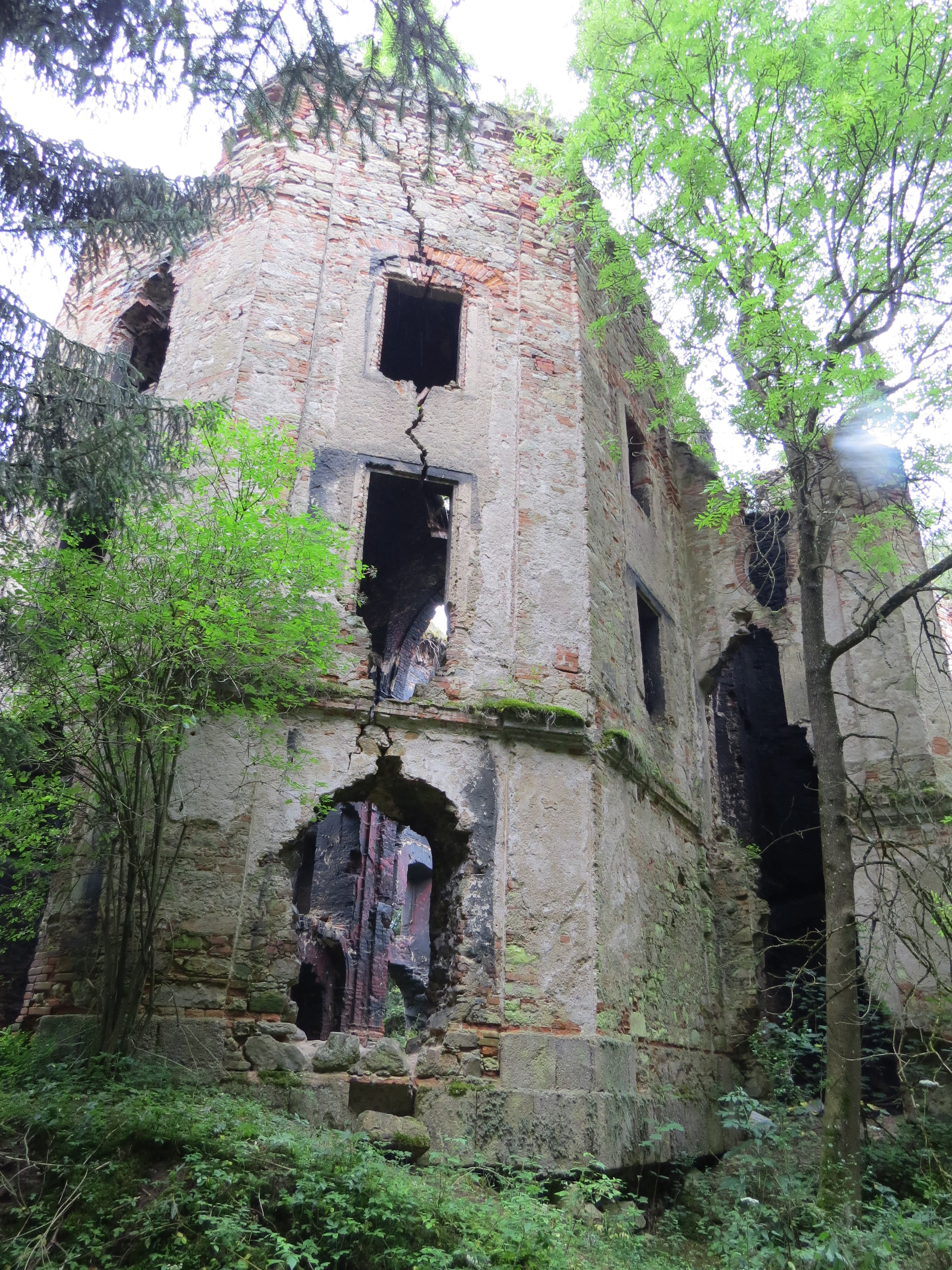
Kirchenruine Svaty Jan / St. Johann

Kočov (deutsch: „Gottschow / Gottschau“) ist eine Gemeinde mit 220 Einwohnern (Stand: 1. Januar 2023)  in Tschechien. Sie liegt 8 km östlich von Tachov in einer Höhe von 465 m ü. M. an der Mies.
Im Ortsteil Ústí nad Mží mündet der Hammerbach (Hamerský potok) in die Mies.

## Geschichte
Die erste Erwähnung von Gottschau  stammt aus dem Jahre 1357, Besitzer waren der Ritter Kunrat Kocovsky und seine Söhne Humpert
(1359–1379) und Radslav (1368–1379). Gepfarrt war der Ort nach Bruck am Hammer. Bis zum Jahre 1850 war Gottschau Teil der Grundherrschaft Plan-Gottschau. 1939 lebten in Gottschau einschließlich der Ortsteile Johannesdorf und St. Johann 446 Menschen.
Nach dem Münchner Abkommen wurde der Ort dem Deutschen Reich zugeschlagen und gehörte bis 1945 zum Landkreis Tachau.
Am 1. Januar 1980 wurde Kočov nach Planá eingemeindet, seit dem 24. November 1990 ist es wieder eine eigenständige Gemeinde.

## Gemeindegliederung
Die Gemeinde Kočov besteht aus den Ortsteilen Janov (Johannesdorf), Klíčov (Glitschau), Kočov und Ústí (Truß). Grundsiedlungseinheiten sind Klíčov, Kočov und Ústí
Das Gemeindegebiet gliedert sich in die Katastralbezirke Klíčov, Kočov und Ústí nad Mží. 
Auf den Fluren befindet sich der aufgelassene Ort Svatý Jan (St. Johann).